# WWE 드래프트

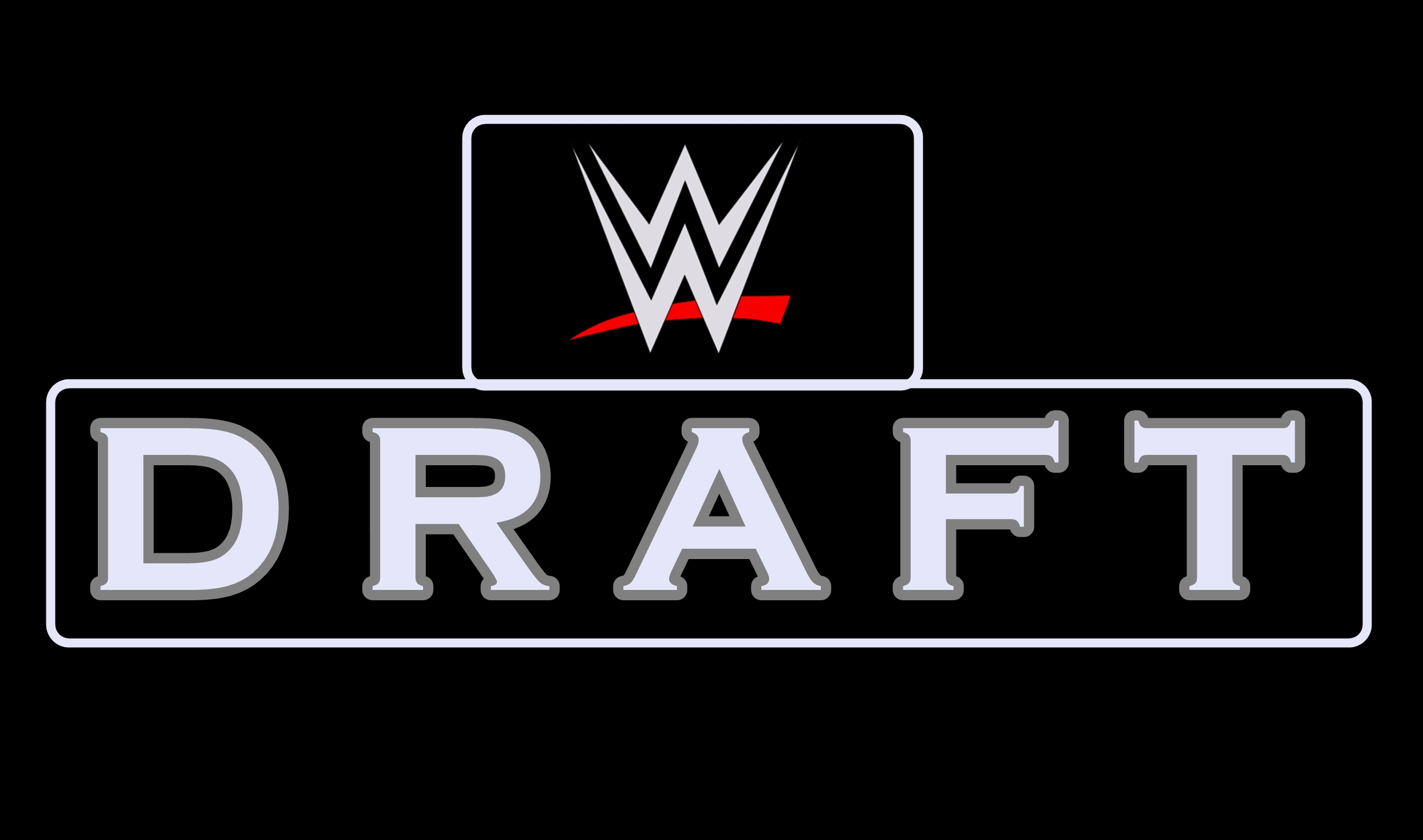

WWE 드래프트(WWE Draft)는 WCW, ECW를 흡수합병한 후 기하급수적으로 증가한 로스터를 로우와 스맥다운으로 분할하여 각각 다른 선수들과 다른 스토라인을 통해 더 많은 시청자층을 확보하기 위해 실시한 드래프트이다.
2002년 첫 번째 브랜드 분리 발표 이후 시작되었고, 2011년 브랜드 재통합때까지 2003년을 제외하고 매년 시행하였고, 2016년 두 번째 브랜드 분리와 함께 5년만에 부활하였다.

## 특징
2002년 드래프트 초기에는 언디스퓨티드 WWE 챔피언, WWE 위민스 챔피언은 양 브랜드를 모두 오갈 수 있었으나, 2002년 8월 브록 레스너가 스맥다운과 전속 계약하면서 로우에 월드 타이틀이 사라지자, 에릭 비쇼프에 의해 WCW 월드 헤비웨이트 챔피언십이 WWE 월드 헤비웨이트 챔피언십으로 부활했다. 이후 각 브랜드에 2인자 벨트 (러는 WWE 인터콘티넨탈 챔피언십, 스맥다운은 WWE 유나이티드 스테이츠 챔피언십), 태그팀 벨트 (러는 WWE 월드 태그팀 챔피언십, 스맥다운에는 WWE 태그팀 챔피언십) , 여성 벨트 (러는 WWE 위민스 챔피언십, 스맥다운에는 WWE 디바스 챔피언십 벨트가 생겨 브랜드별로 독자성을 유지하였다.
2005년에는 양 브랜드의 월드 챔피언십 , 2009년에는 2인자 벨트 및 여성 벨트가 브랜드를 맞교환하기도 했다.
GM (단장) 제도를 통해서 각 브랜드를 책임지는 대표를 통한 스토리라인이 형성되기도 했고 각 브랜드의 단장끼리 대립하는 스토리라인을 통해 4대 PPV에서 각 브랜드 대표 선수들끼리 경기를 하기도 했다.
2006년 WWE 버전의 ECW 브랜드 신설로 3개 브랜드간의 드래프트로 확대되었으나, ECW 브랜드에 드래프트되는 선수의 숫자는 극소수에 불과할 정도로 찬밥대우를 받았다. 2010년 ECW 브랜드 폐지로 인해 4년만에 다시 2개 브랜드간의 드래프트로 축소된다.

## 폐지
WWE의 예상과는 단리 각 브랜드 시청률 차이가 심하지 않았고, 브랜드별 PPV를 실시하였으나, 실패하면서 2007년 브랜드별 PPV 제도는 사라졌다. 2011년 7월 이후 급격하게 로스터가 줄어들면서 양 브랜드가 9년만에 재통합되면서 역사속으로 사라진다.

## 부활
2013년을 기점으로 스맥다운은 러와는 달리 월드 챔피언이 자주 등장하지 않고 메인급들은 한달에 한번 나오면서 메인 브랜드 답지 않은 행보를 보이게 되자 2016년 7월 스맥다운을 생방송으로 전환하게 되고 인디단체 레슬러들을 대거 수혈하면서 로스터가 다시 기하급수적으로 증가하면서 러와 스맥다운이 5년만에 다시 분리된다. 산하 브랜드인 NXT의 선수들도 드래프트 대상자가 되고 , 러는 편성시간 3시간이기에 한번에 3명 , 스맥다운은 편성시간 2시간이기에 한번에 2명까지 지명할 수 있다는 룰이 적용된다.

## 슈퍼스타 셰이크업
2017년부터는 슈퍼스타 셰이크업이라는 이름으로 변경되고, 4월 둘째주 혹은 셋째주 러와 스맥다운을 통해 진행된다. 기존 드래프트와 달리 지명방식이 아니며 브랜드가 바뀐 선수가 해당 브랜드 방송 또는 유튜브 인터뷰를 통해 직접 모습을 드러낸다.